# جیانکارلو سکارلی
جیانکارلو سکارلی (انگلیسی: Giancarlo Ceccarelli؛ زادهٔ ۳۱ اوت ۱۹۵۶) بازیکن فوتبال اهل ایتالیا است.
از باشگاه‌هایی که در آن بازی کرده‌است می‌توان به باشگاه فوتبال آولینو، البیا کالچو ۱۹۰۵، باشگاه ورزشی لاتزیو، و باشگاه فوتبال برشا اشاره کرد.